# Lampe astrale

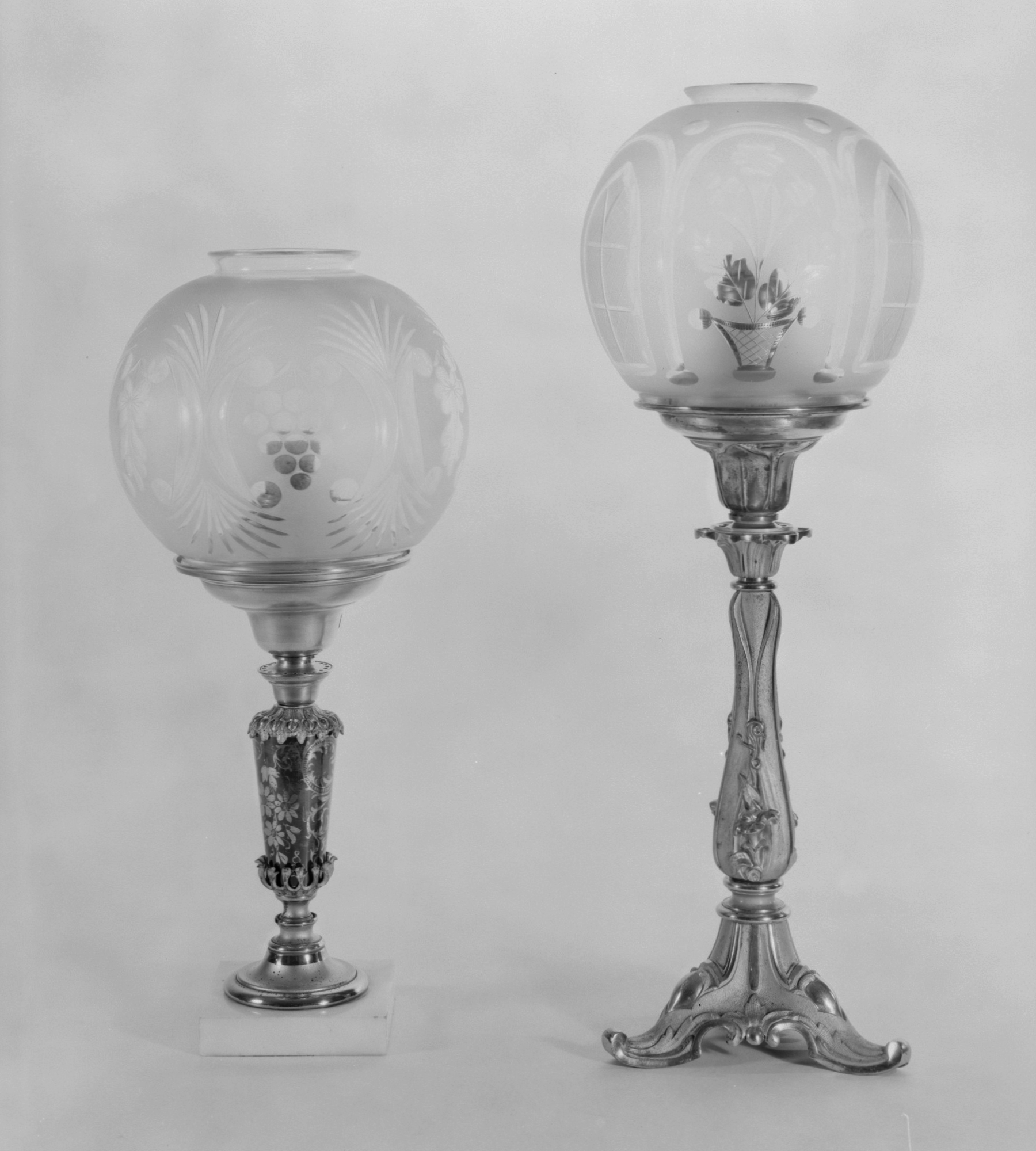
Exemples de lampes astrales américaines, réalisées en bronze et verre vers 1860 (collection du Metropolitan Museum of Art de New York)

Une lampe astrale est une lampe à combustible (huile animale en général) à réservoir plat en forme d'anneau entourant le brûleur, brevetée vers 1809-1810 en France par Isaac Bordier-Marcet. Cette lampe est conçue de manière que sa flamme éclaire les objets de haut en bas, sans porter d’ombre par ses appuis.  

## Élément de décoration intérieure
Cette lampe, jugée élégante, participe rapidement à la décoration intérieure. 
Elle pouvait aussi être couronnée de globes de différentes formes, en verre ou cristal plus ou moins décorés (par exemple fabriqué par la Cristallerie Sainte-Anne, de Vonêche qui en expédiait dans toute l'Europe). 
Le globe était directement posé sur la couronne du réservoir. 
Il en existait des versions de luxe, dont le pied était réalisé en diverses matières nobles (marbre, bronze, argent..). 
Les globes étant fragiles, ces lampes sont devenues rares. Il est devenu difficile d'en retrouver des exemplaires intacts, mais leurs pieds ont parfois été équipés d'une ampoule électrique.

## Origine et devenir
Son inventeur est Bordier-Marcet, l'un des premiers « éclairagistes », qui était déjà connu pour avoir perfectionné les lampes à huile à réflecteurs paraboliques, pour les usages domestique ou d'éclairage urbain et pour les phares maritimes). 
La puissance de cette lampe reste relativement faible pour l'éclairage public ou extérieur, mais à l'intérieur, elle éclairait bien mieux que les bougies ou petites lampes à huile qui l'ont précédé, notamment parce que l'ombre portée par le réservoir latéral disparaît. 
Elle annonce la lampe « sinombre » apparue les années suivantes.